# Серменин
Серменин с по-стара форма Серменлия (на македонска литературна норма: Серменин, на мъгленорумънски: Sirminina) е село в Община Гевгели, Северна Македония.

## География
Селото е разположено в областта Влахомъглен, в североизточните поли на планината Кожух, в подножието на връх Флора. От общинския център град Гевгели (Гевгелия) Серменин е отдалечено на 28 километра в северозападна посока.

## История
В XIX век Серменин е влашко (мъгленорумънско) село в Гевгелийска каза на Османската империя в напреднал процес на българизация. Църквата „Свети Георги“ е издигната в 1834 година и обновена в края на века от Андон Китанов. Кузман Шапкарев пише през 1870 година, че селото има 50-60 български къщи, църква и училище, в което се преподава на гръцки. По това време жителите на Серменин се борят в местното училище да се преподава на български език. Александър Синве („Les Grecs de l’Empire Ottoman. Etude Statistique et Ethnographique“), който се основава на гръцки данни, в 1878 година пише, че в Сурмени (Surméni), Мъгленска епархия, живеят 900 гърци. Според „Етнография на вилаетите Адрианопол, Монастир и Салоника“, издадена в Константинопол в 1878 година и отразяваща статистиката на населението от 1873 г., в Серменик (Sermenik) има 50 домакинства и 220 жители власи.
В 1894 година Густав Вайганд в „Аромъне“ пише, че Сирминина е влашко село.
В селото в 1895 – 1896 година е основан комитет на ВМОРО. През октомври 1897 година революционерът Аргир Манасиев, учител в Смоквица, заедно с Пере Тошев заздравява комитета, в който влиза цялото население на селото. Между 1896 и 1900 година селото преминава под върховенството на Българската екзархия.
В статистиката на Васил Кънчов („Македония. Етнография и статистика“) от 1900 г. Серменина е посочено като село с 480 жители власи християни.
По данни на секретаря на Българската екзархия Димитър Мишев („La Macédoine et sa Population Chrétienne“) през 1905 година в Сирменин (Sirmenin) има 648 българи екзархисти и работи българско училище.
При избухването на Балканската война в 1912 година 29 души от Серменин се записват доброволци в Македоно-одринското опълчение.
След Междусъюзническата война в 1913 година селото попада в Сърбия.
В Първата световна война 5 души от селото загиват като войнци в Българската армия.
Според преброяването от 2002 година селото има 18 жители.
| Националност | Всичко |
| македонци    | 16     |
| албанци      | 0      |
| турци        | 0      |
| роми         | 0      |
| власи        | 0      |
| сърби        | 2      |
| бошняци      | 0      |
| други        | 0      |

## Личности
Родени в Серменин
- Атанас Янев (? – 1904), български революционер, деец ВМОРО, убит през 1904 година[18]
- Ване Петров Моратов, български революционер, деец на ВМОРО[10]
- Ванчо Пъркев (1921 – 1943), комунистически партизанин, народен герой на Югославия
- Георги Попов (1893 – ?), български революционер
- Иван Мичков Шулев, български революционер, деец на ВМОРО[10]
- Иван Петков Чочков, български революционер, деец на ВМОРО[10]
- Димитър, Георги и Петър Поппецеви, български революционери, дейци на ВМОРО[10][18]
- Коста Ичков (1882 - след 1946), български революционер и югославски партизанин
- Нишко (Нишо) Чергана, български революционер, деец на ВМОРО[19] и ВМРО[20]
- Петър Петров - Коджабашиев (1830 – 1928), български духовник и революционер
- Петър Чочков (? - 1923), брат на Стоян Чочков, деец на ВМОРО, по-късно деец на МФО, убит на 20 март 1923 година от дейци на ВМРО заедно с Христо Стоименов от Горна Рибница и Христо Стоименов Железнички[21]
- Стоян Чочков (Стойчо Чочков, 1887 – ?), гевгелийски войвода на ВМОРО, по-късно деец на МФО
- Стоян Илиев Шулев, български революционер, деец на ВМОРО[10]
- Тодор Чочков (1883 – 1907), учител, воденски войвода на ВМОРО
- Христо Георгиев Капиданчев, български революционер, деец на ВМОРО[10][18]
- Яне Проданов (? – 1906), български революционер, деец на ВМОРО, убит през май 1906 година в местността Равната бука край Кованец[18]

Починали в Серменин
- Динка Хаджитанов, български революционер от Гевгели, четник на ВМОРО, загинал на 30 декември 1905 година в местността Пенчо край Серменин[22]
- Христо Динев Велков, български революционер от Стояково, четник на ВМОРО, убит край Серменин[22]
- Христо Иванов Маджаров (Маждраков), български военен деец, поручик, загинал през Първата световна война[23]
- Чане Гюпчето (? – 1905), български революционер от Ореховица, деец на ВМОРО, убит на 30 ноември 1905 година в местността Пенга край Серменин[24]